# Sonthofen
Sonthofen je najjužniji grad u Njemačkoj. Nalazi se u kotaru Oberallgäuu podno Bavarskih Alpa, u Gornjoj Švapskoj, u Bavarskoj.
U gradu živi 20.874 stanovnika (stanje 31. prosinca 2010.).

## Vanjske poveznice
- Gradska povijest  Arhivirana inačica izvorne stranice od 6. ožujka 2006. (Wayback Machine)